# Grootbloemige gentiaan
De grootbloemige gentiaan (Gentiana clusii) is een in Europa van nature voorkomende plant uit de gentiaanfamilie (Gentianaceae). De plant wordt ook wel 'stengelloze gentiaan' genoemd, een naam die ook wordt gegeven aan Kochs gentiaan (Gentiana acaulis). De soortaanduiding clusii verwijst naar botanicus Carolus Clusius.
Deze 4-8 cm hoge, een enkele maal tot 20 cm hoge plant lijkt sterk op de Kochs gentiaan, maar heeft ellipsvormige, stompe bladeren en een goed ontwikkeld verbindingsvlies tussen de lobben van de bloemkelk.
De kroon is diep hemelsblauw, van binnen iets lichter gekleurd en groen gevlekt.
De 3-4 cm lange bladeren zijn stijf leerachtig, soms iets gegolfd, lancet- tot eirond.
De plant is kalkminnend en komt op arm grasland op rotsige plaatsen voor op hoogten van 1200-2700 m. Het verspreidingsgebied omvat de centrale en oostelijke Alpen, de Jura, het Zwarte Woud, de Karpaten en de noordelijke Apennijnen.
... · 
G. acaulis (Kochs gentiaan) · 
G. angustifolia (Smalbladige gentiaan) · 
G. asclepiadea (Zijdeplantgentiaan) · 
G. bavarica (Beierse gentiaan) · 
G. clusii (Grootbloemige gentiaan) · 
G. cruciata (Kruisbladgentiaan) · 
G. lutea (Gele gentiaan) · 
G. nivalis (Sneeuwgentiaan) · 
G. pneumonanthe (Klokjesgentiaan) · 
G. punctata (Gestippelde gentiaan) · 
G. purpurea (Purpergentiaan) · 
G. sino‑ornata (Chinese herfstgentiaan) · 
G. terglouensis (Triglav-gentiaan) · 
G. utriculosa (Blaasgentiaan) · 
G. verna (Voorjaarsgentiaan) · 
· ...